# Augusta Dohlmann

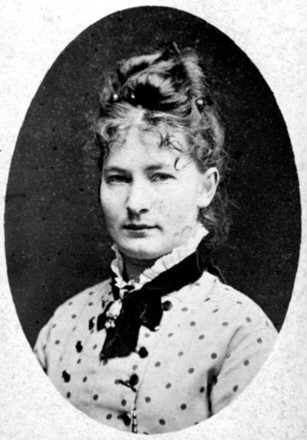
Augusta Dohlmann, um 1870

 Henriette Augusta Johanne Dohlmann (* 9. Mai 1847 in Frederiksberg, Königreich Dänemark; † 22. Juni 1914 in Skotterup, Königreich Dänemark) war eine dänische Malerin.
Sie war an der Gründung der Kunstakademiets Kunstskole for Kvinder beteiligt und war das erste weibliche Vorstandsmitglied der Kunstnerforeningen. Sie war vor allem für ihre Blumenbilder bekannt.

## Leben und Werk
Dohlmann war die Tochter des dänischen Holzfabrikanten Frits August Dohlmann und seiner Frau Anna Sophie Meyer. Sie erhielt in jungen Jahren Zeichen- und Malunterricht bei O.D. Ottesen und dem Blumenmaler Oluf August Hermansen.
1878 reiste sie nach Paris, um Französisch zu lernen, und nahm Unterricht bei dem Maler Tony Robert-Fleury. 1880 kehrte sie nach Dänemark zurück und debütierte mit zwei Gemälden auf der Frühjahrsausstellung in Charlottenborg. Zurück in Paris nahm sie Unterricht bei den Malern Gustave Courtois und Raphael Collin. Nachdem sie 1885 das Anchor Legacy und 1886 ministerielle Unterstützung erhalten hatte, reiste sie wieder nach Paris, wo sie einige Zeit bei Alfred Steevens studierte. Nach einem kurzen Aufenthalt in Florenz und Rom arbeitete sie erneut in Paris mit Louis Héctor Leroux und Jean Paul Laurens. In Paris studierte sie auch an der Académie Julien, der einzigen Schule, an der es für Frauen erlaubt war Aktmodelle zu zeichnen. Sie malte auch nach lebenden Modellen im Atelier von Ferdinand Humbert.
In Gothersgade unterrichtete sie ab Mitte der 1890er Jahre Zeichnen und Malen.
Dohlmann malte Porträts und Landschaften, doch vor allem die Blumenbilder machten sie auch im Ausland bekannt. Sie nahm an mehreren internationalen Ausstellungen teil, darunter mehrfach im Salon in Paris sowie an der Weltausstellung 1889 in Paris und 1893 in Chicago. Der Pariser Kunsthändler der impressionistischen Maler, Paul Durand-Ruel, gab bei ihr Bilder in Auftrag. Seit ihrem Debüt auf der Frühjahrsausstellung in Charlottenborg nahm sie dort jedes Jahr teil sowie auch an der Herbstausstellung 1908, 1909 und 1911. 
Dohlmann engagierte sich aktiv in einem Komitee zur Gründung der Kunstschule für Frauen an der Kunstakademie, und als die Schule 1888 eröffnet wurde, wurde sie selbst für kürzere Zeit Studentin. Sie war Mitglied des Komitees der Frauenausstellung 1895. 1897 wurde sie das erste weibliche Mitglied im Vorstand der Kunstnerforeningen und war bis 1901 die einzige Frau im Vorstand. Als eine der wenigen Frauen ihrer Generation, die von ihrer Arbeit als Malerin leben konnte, gründete sie eine Stiftung für Blumenmalerinnen.
Im September 1901 beantragte sie zusammen mit Johanne Krebs, Anne Marie Carl-Nielsen und Agnes Lunn bei dem Kulturministerium die Aufnahme eines weiblichen Mitglieds in das Komitee, das staatliche Unterstützung an Künstler verteilte. Der Antrag wurde mit der Begründung abgelehnt, dass keines der Mitglieder des Akademierates, aus dem ein Vertreter für das Gremium gewählt werden sollte, eine Frau sei.
Dohlmann starb 1914 im Alter von 67 Jahren.

## Gemälde von Augusta Dohlmann (Auswahl)

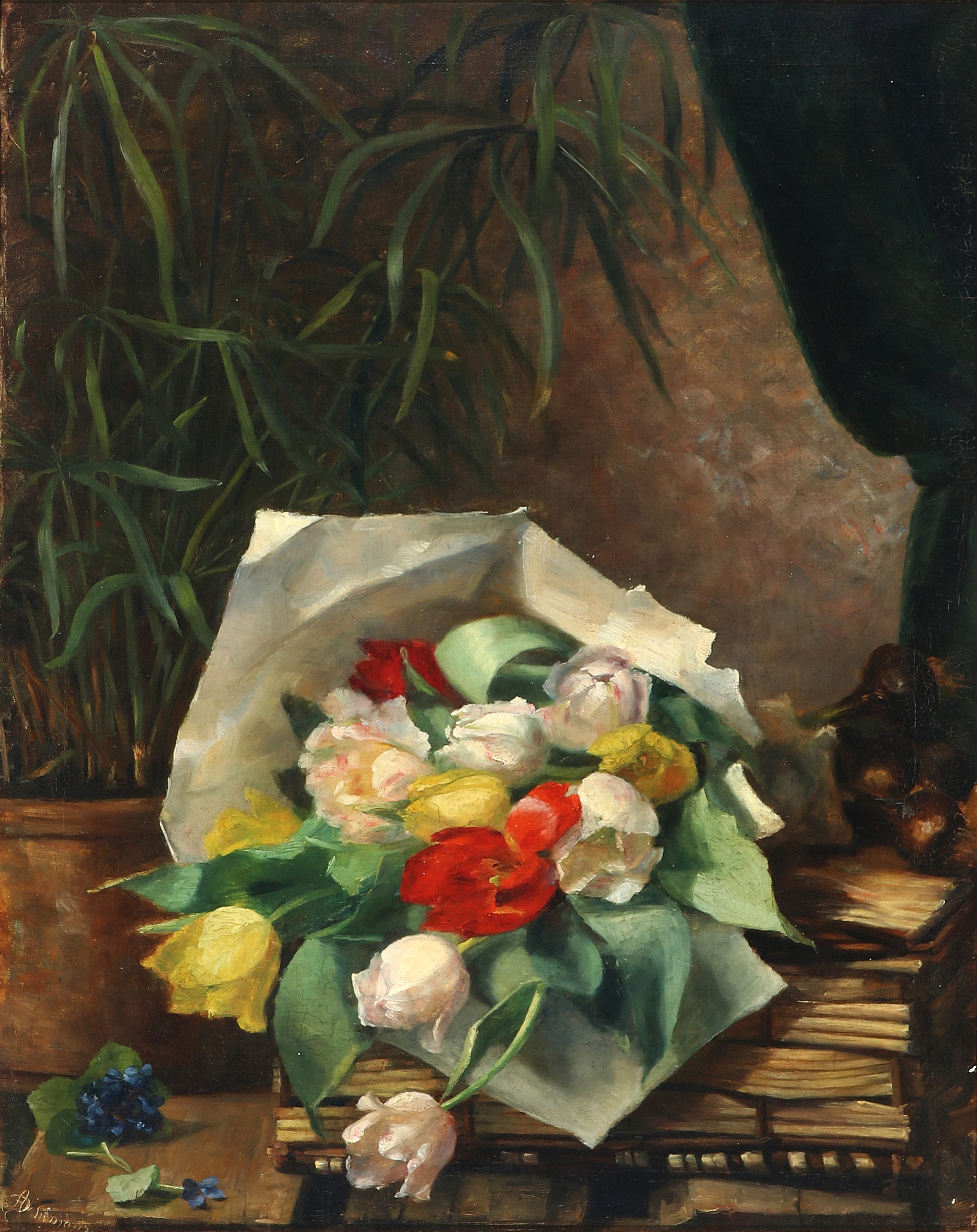
Stillleben mit Tulpen
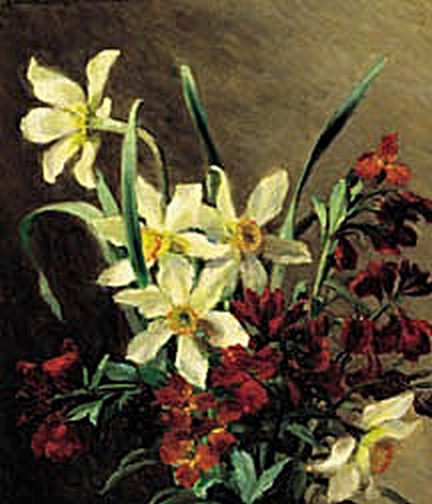
Goldlack und Narzissen
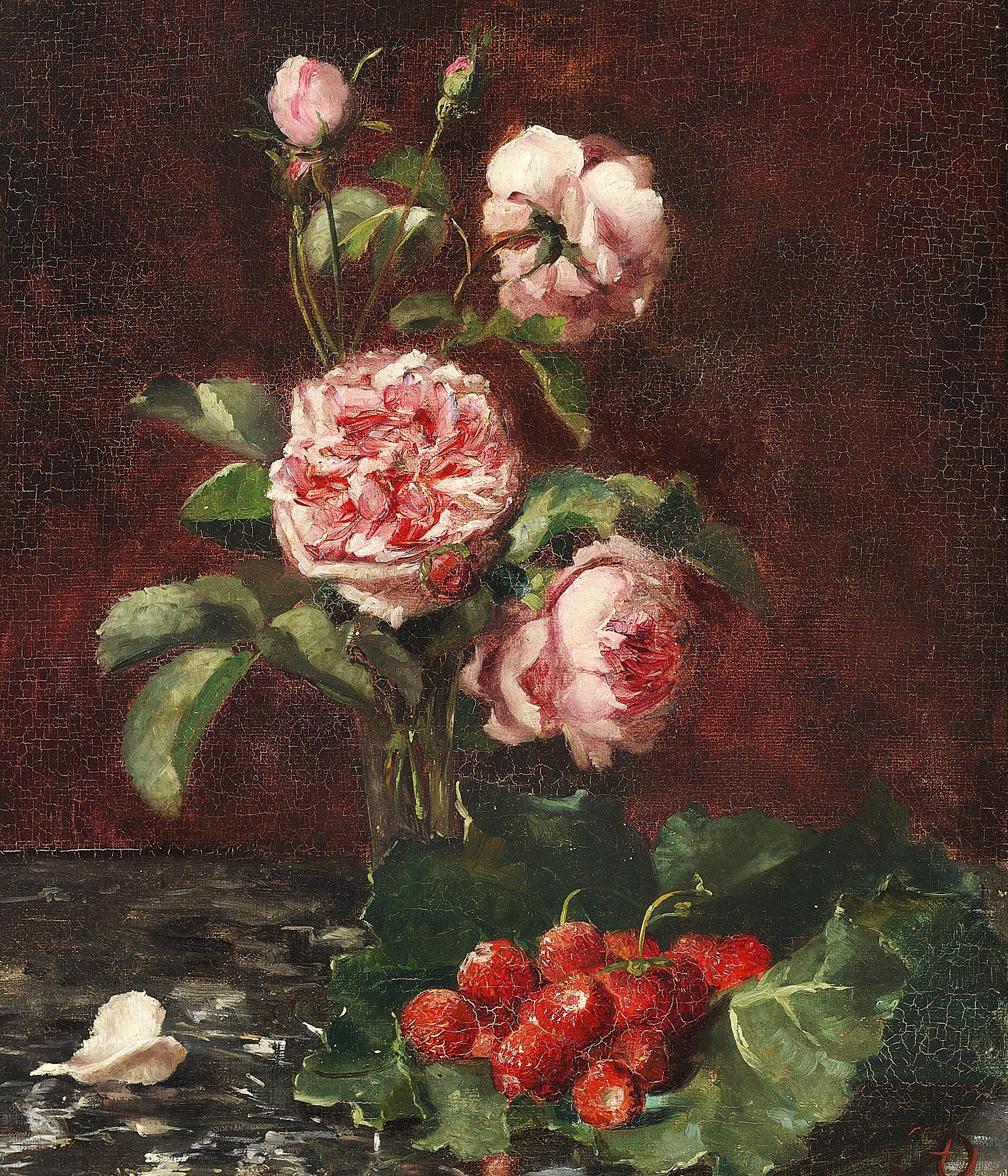
Rosen und Erdbeeren auf einem Rhabarberblatt
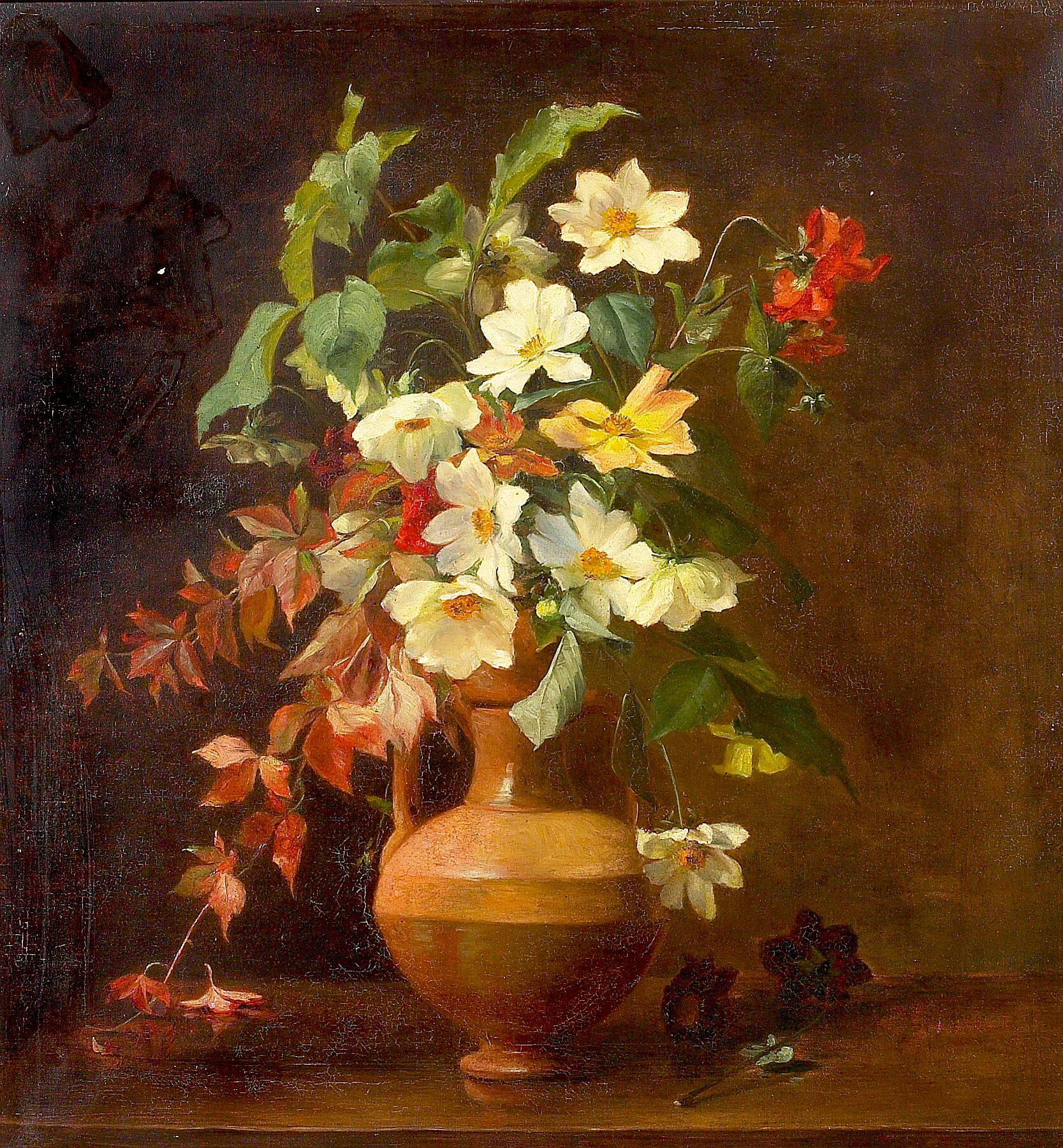
Stillleben mit Blumen in einer Vase
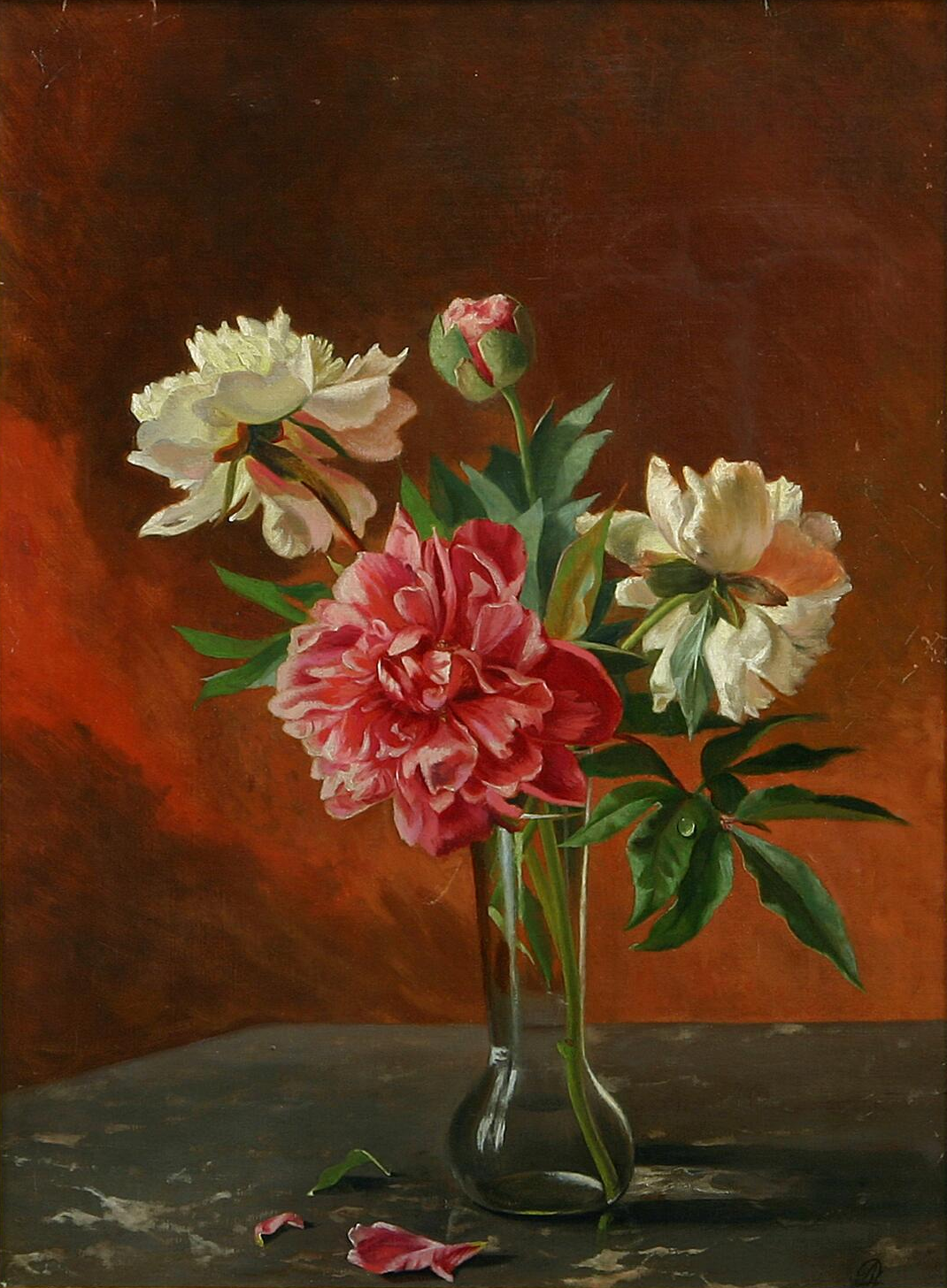
Stillleben mit Peonien